# 聖保羅藝術博物館
聖保羅藝術博物館（葡萄牙語：Museu de Arte de São Paulo），在當地常簡稱為MASP，是巴西最重要的藝術博物館。主要收藏了大量的畫作，但也有收藏二次世界大戰後雕刻家的作品。

## 历史
此博物館位於巴西聖保羅圣保罗人大道，由 Pietro Maria Bardi 和妻子 Lina Bo Bardi 所成立。經費來自於巴西人民的捐獻、其中多數的捐款來自於聖保羅州的人民。聖保羅藝術博物館的財務來源也有一部份是由媒體所捐，如新聞要人 Assis 'Chatô' Chateaubriand（有巴西之王的綽號）。
此博物館也是聖保羅雙年展的重要場地。

## 画廊

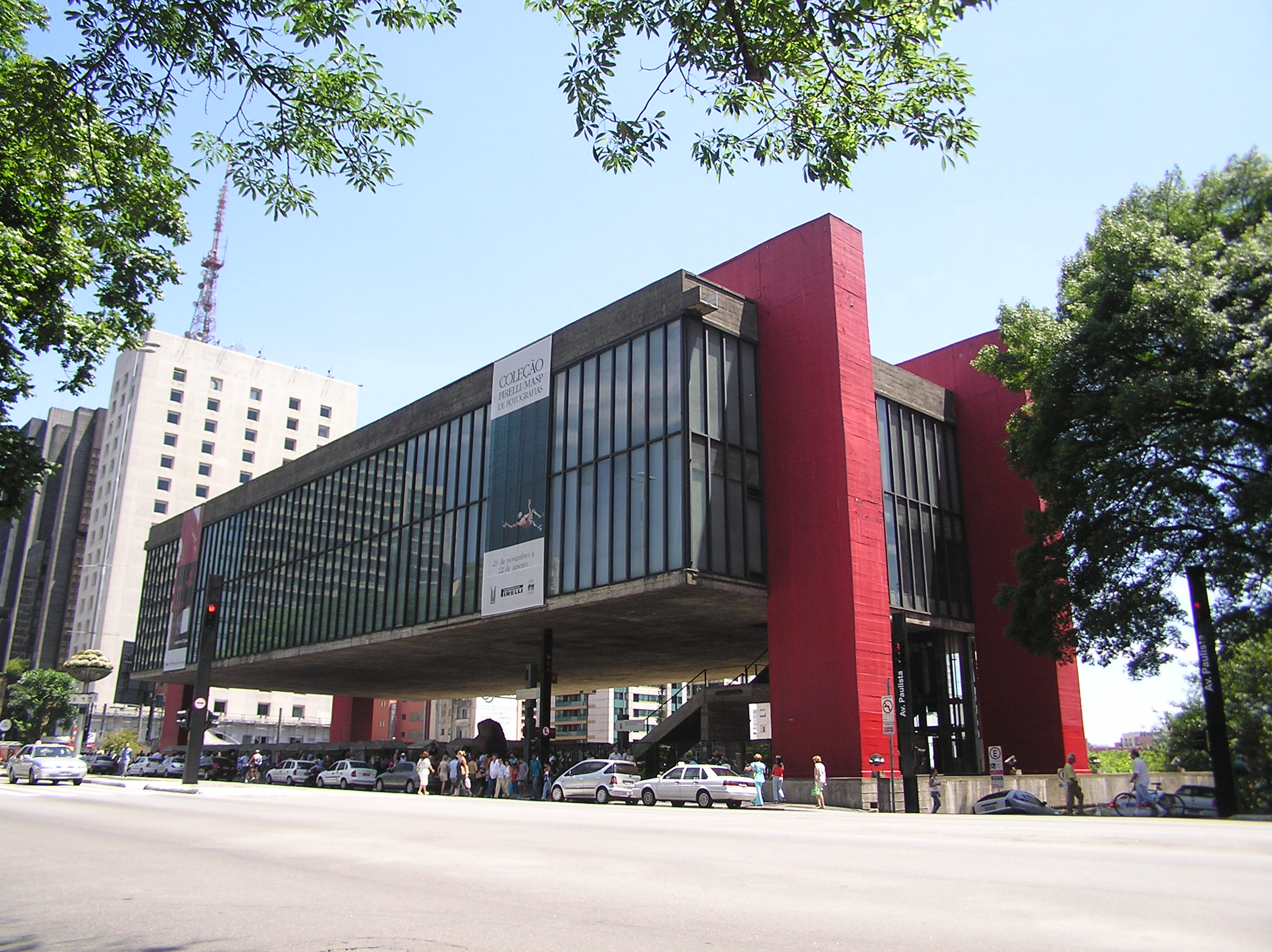
聖保羅藝術博物館
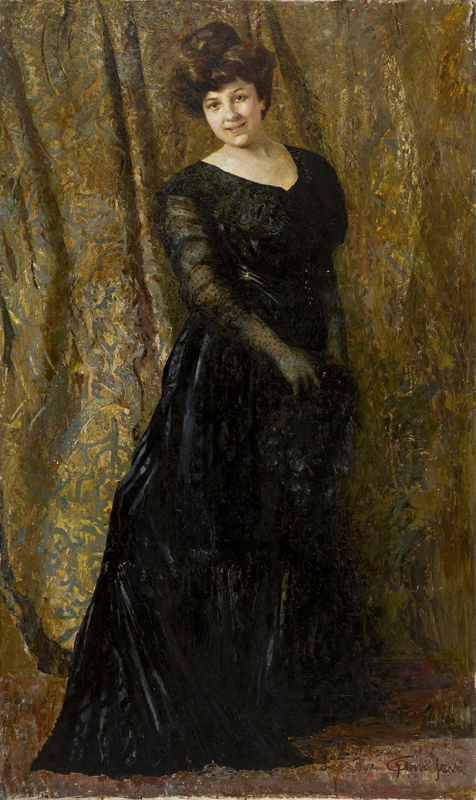
朱塞佩·阿米薩尼, 常设女士, (1912)
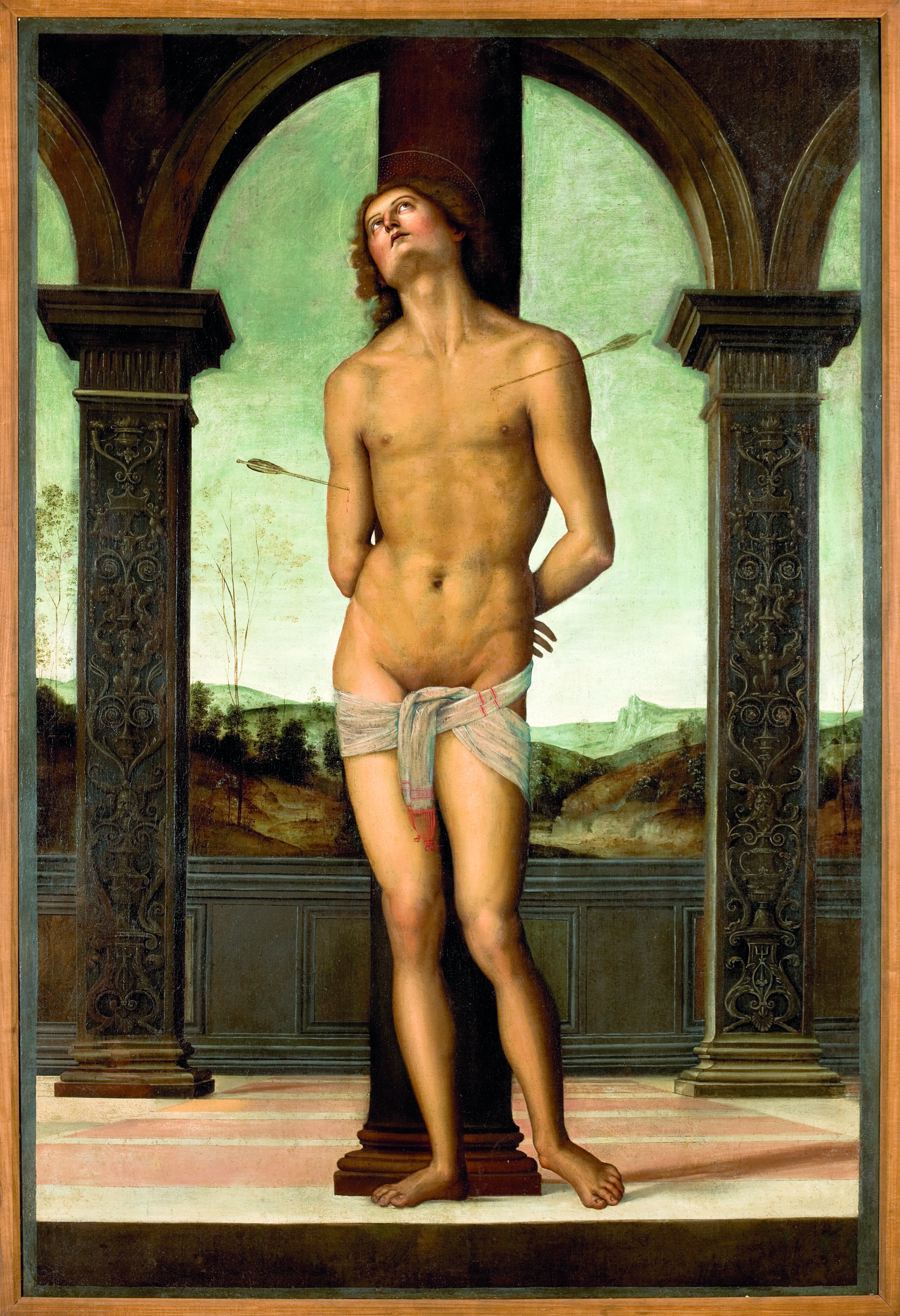
彼得羅·佩魯吉諾
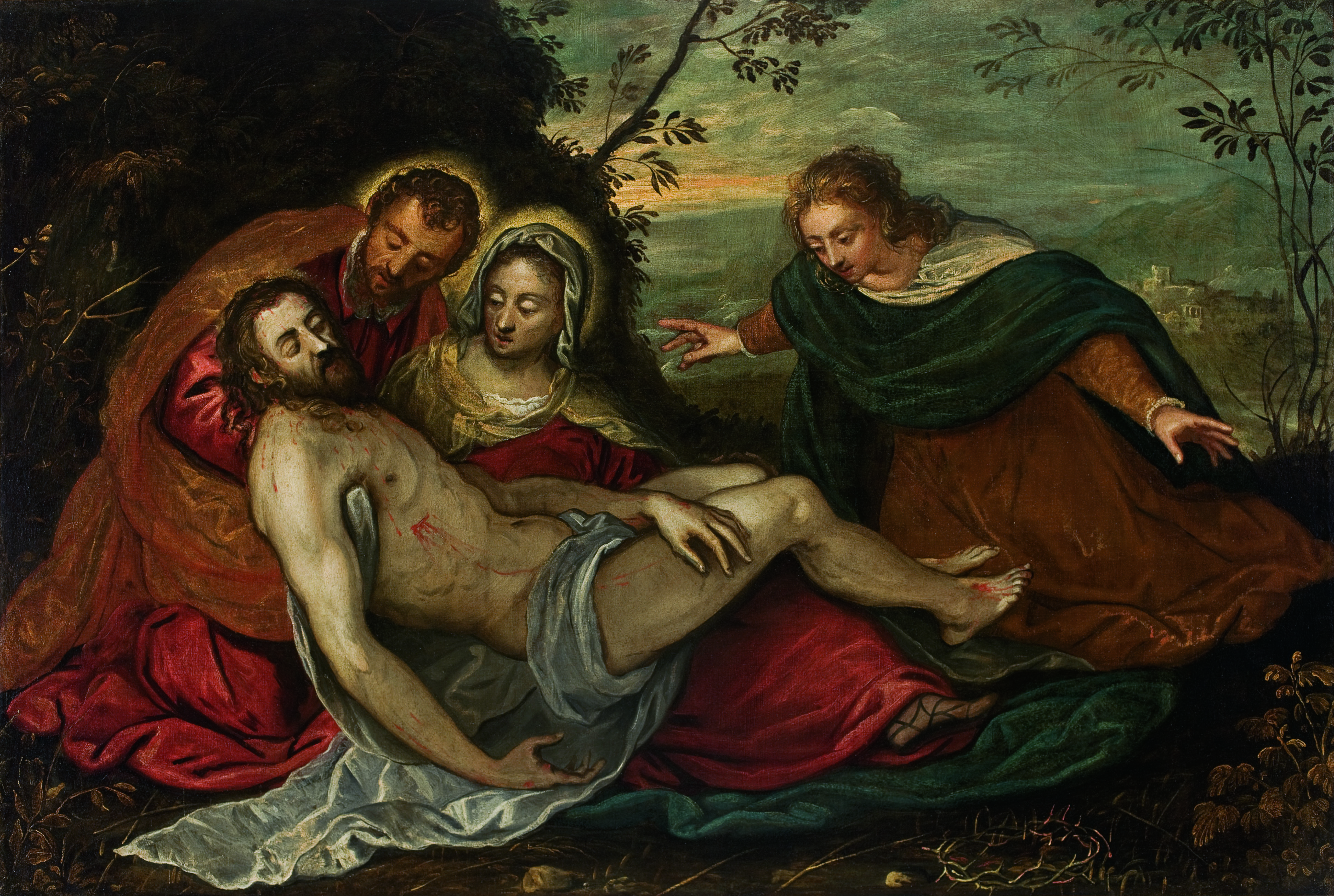
丁托列托
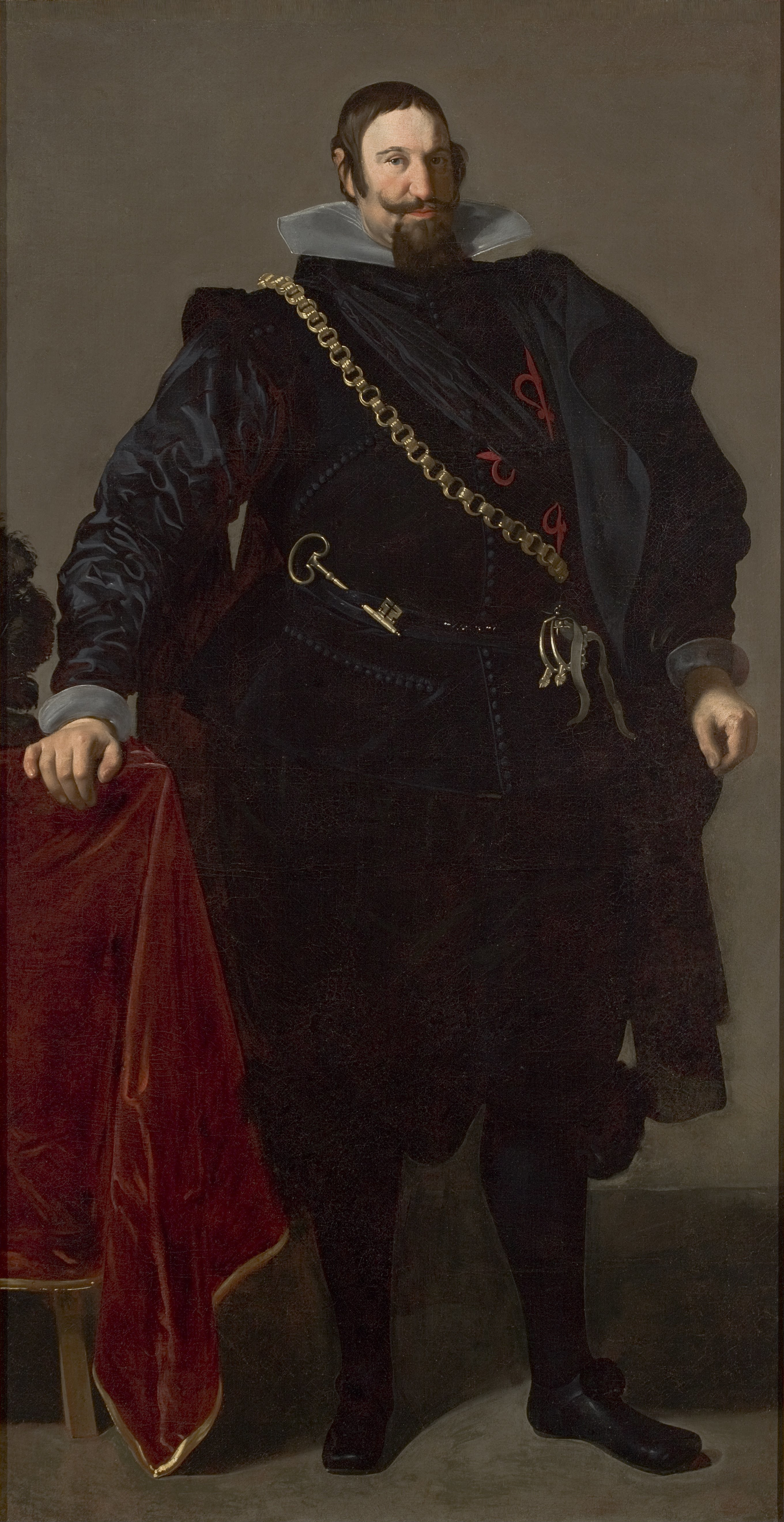
委拉斯开兹
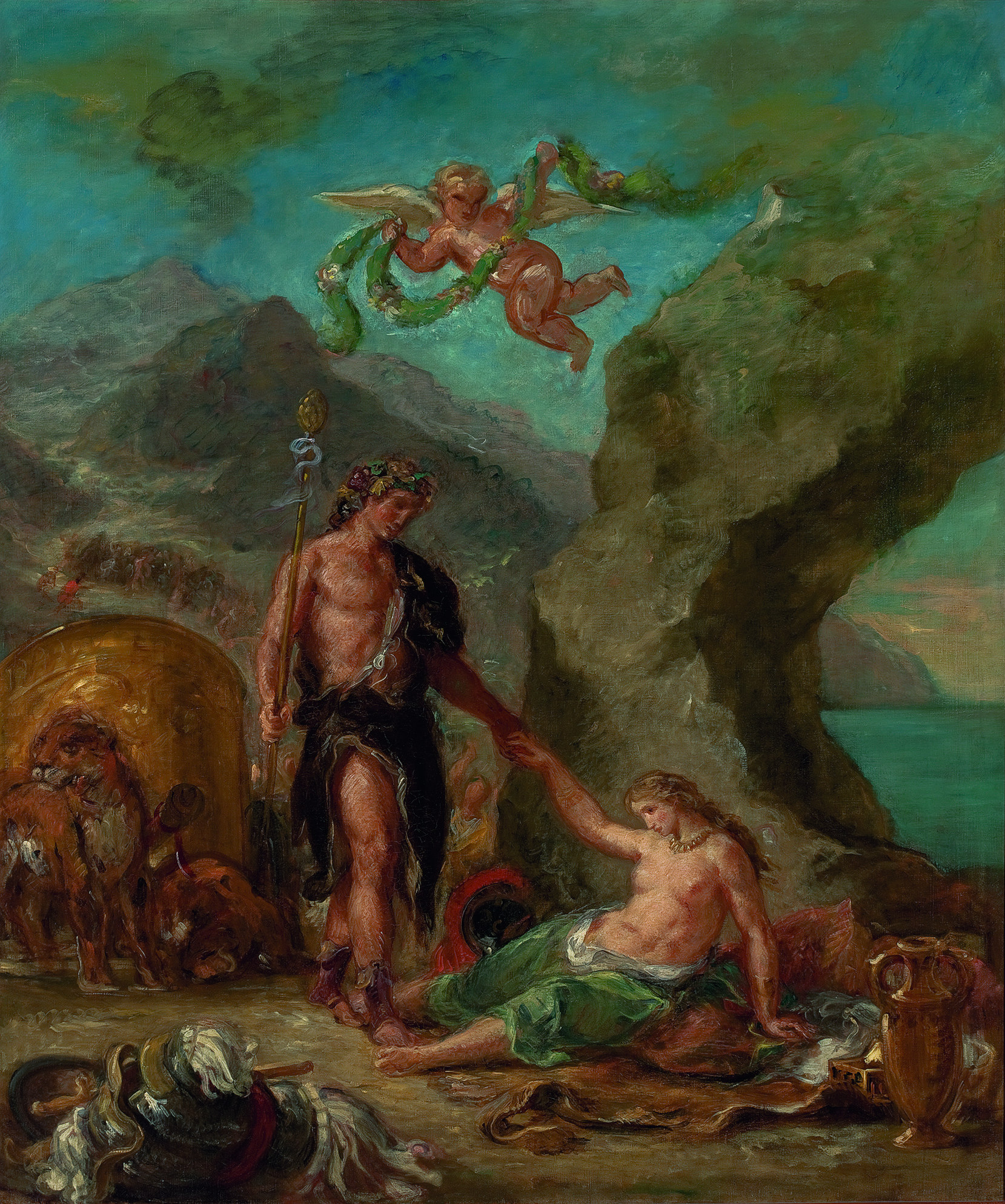
欧仁·德拉克罗瓦
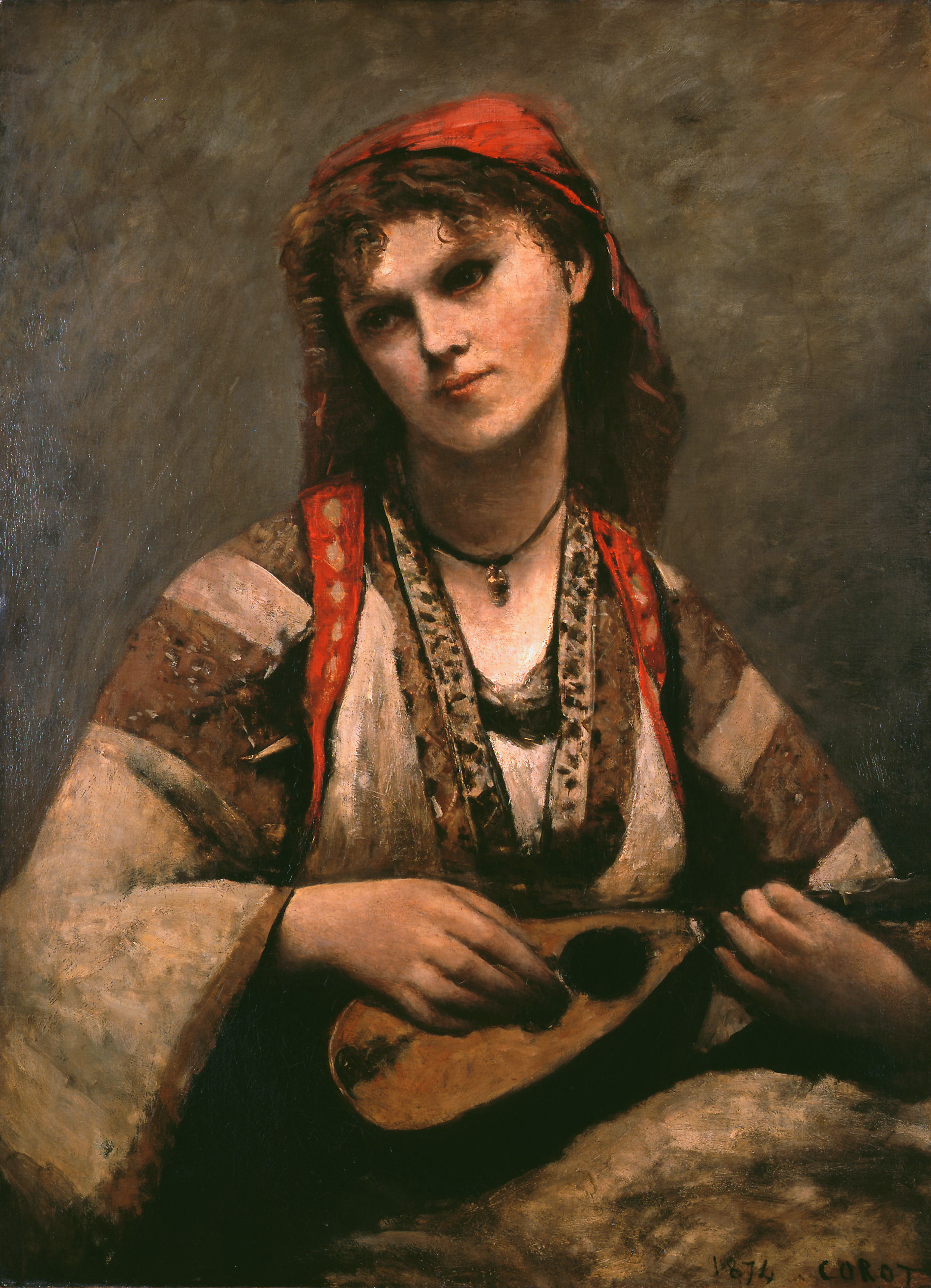
讓-巴蒂斯·卡米耶·柯洛
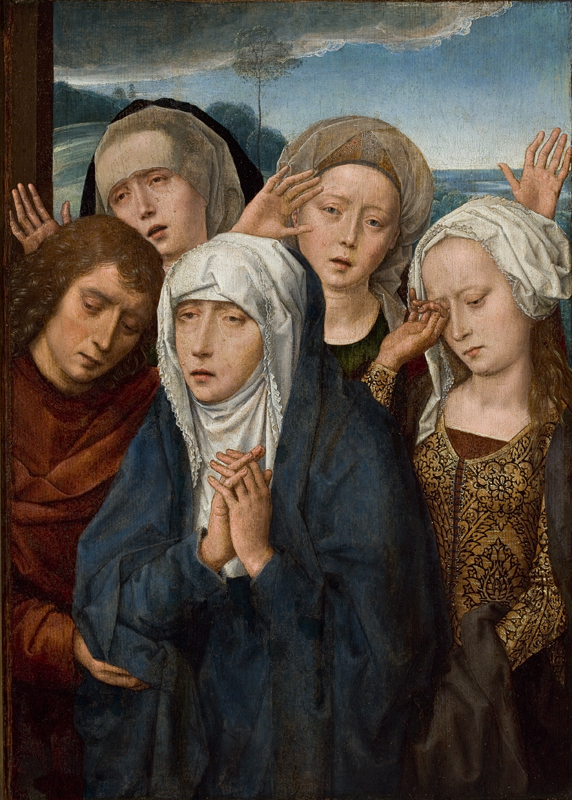
漢斯·梅姆林
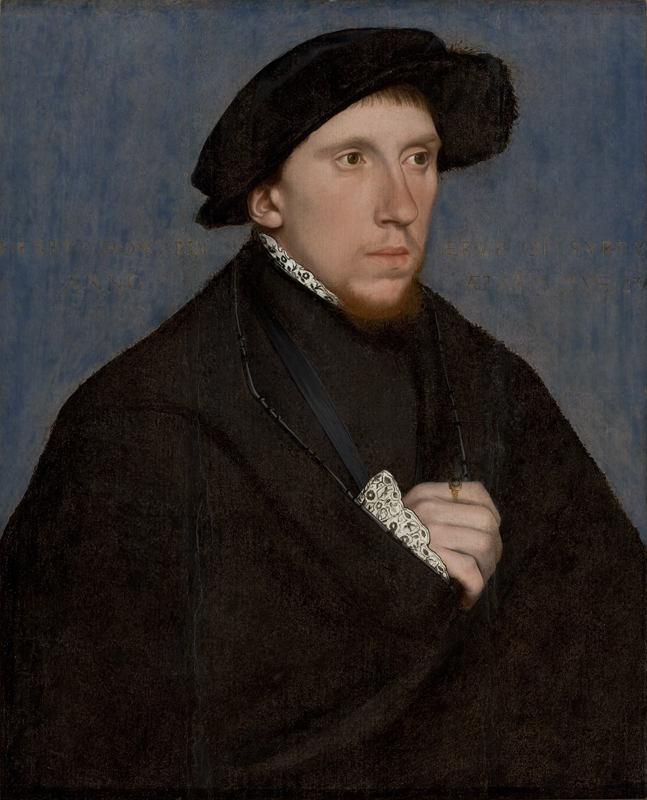
小汉斯·霍尔拜因
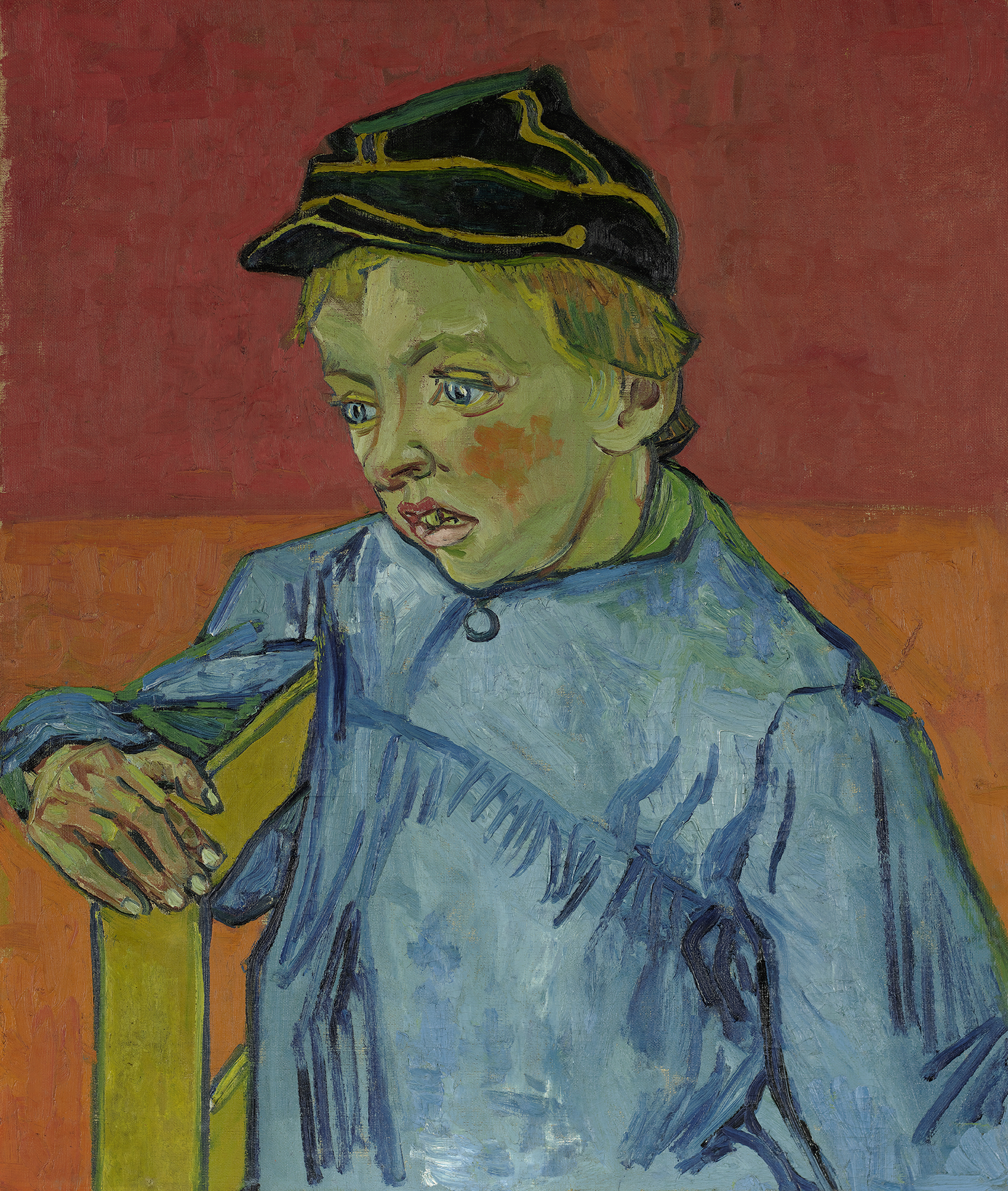
文森特·梵高
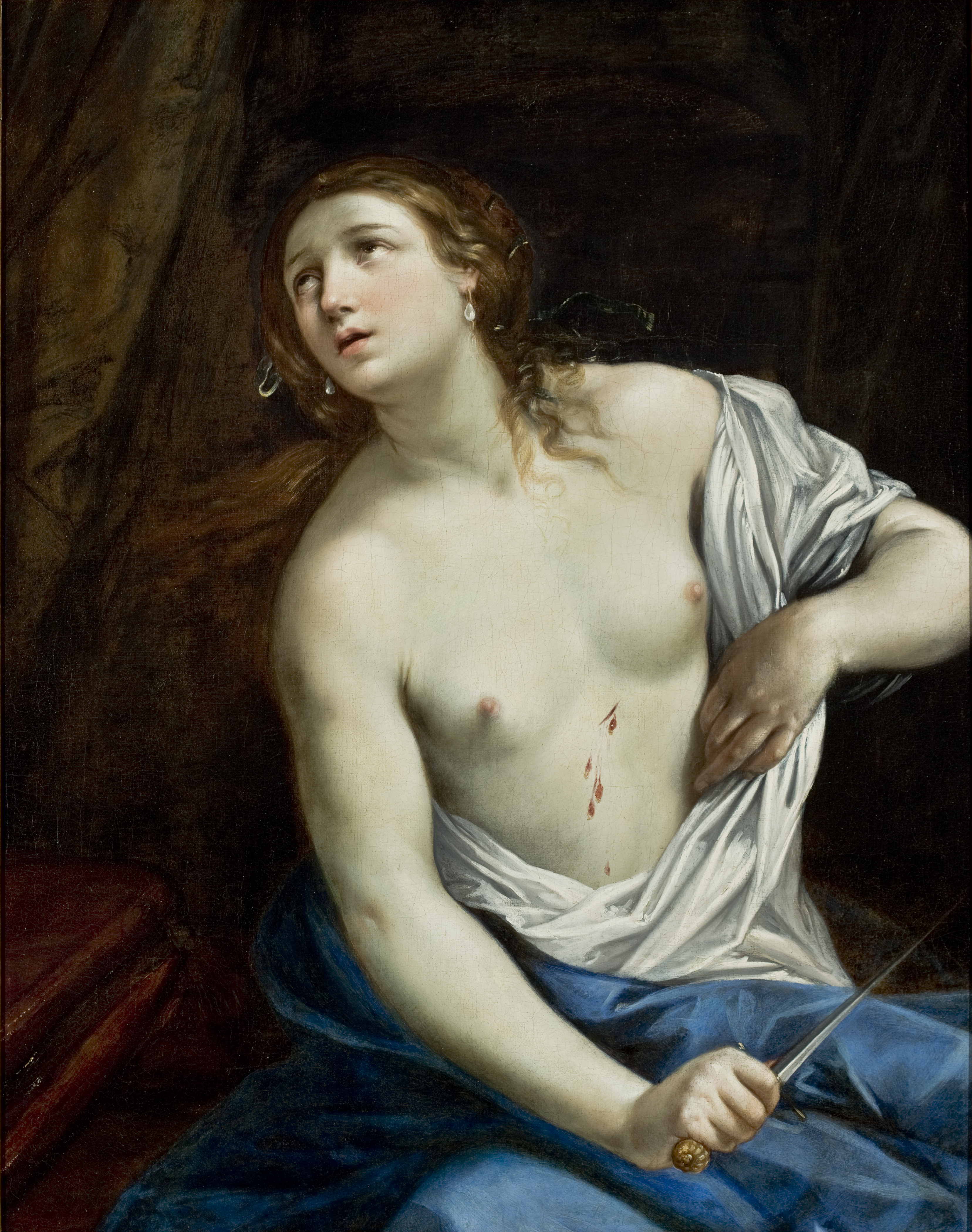
圭多·雷尼
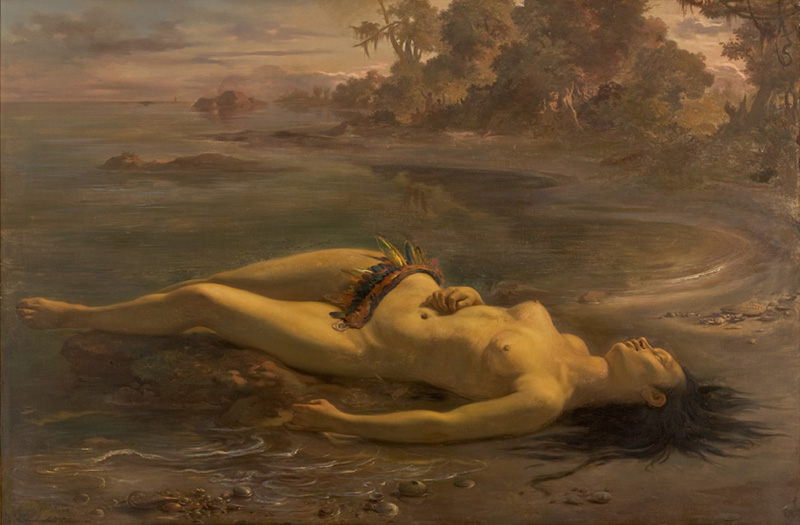
Victor Meirelles
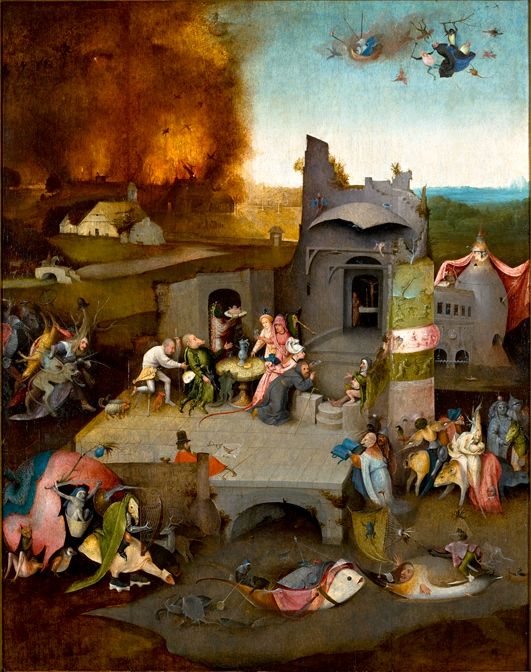
耶罗尼米斯·博斯
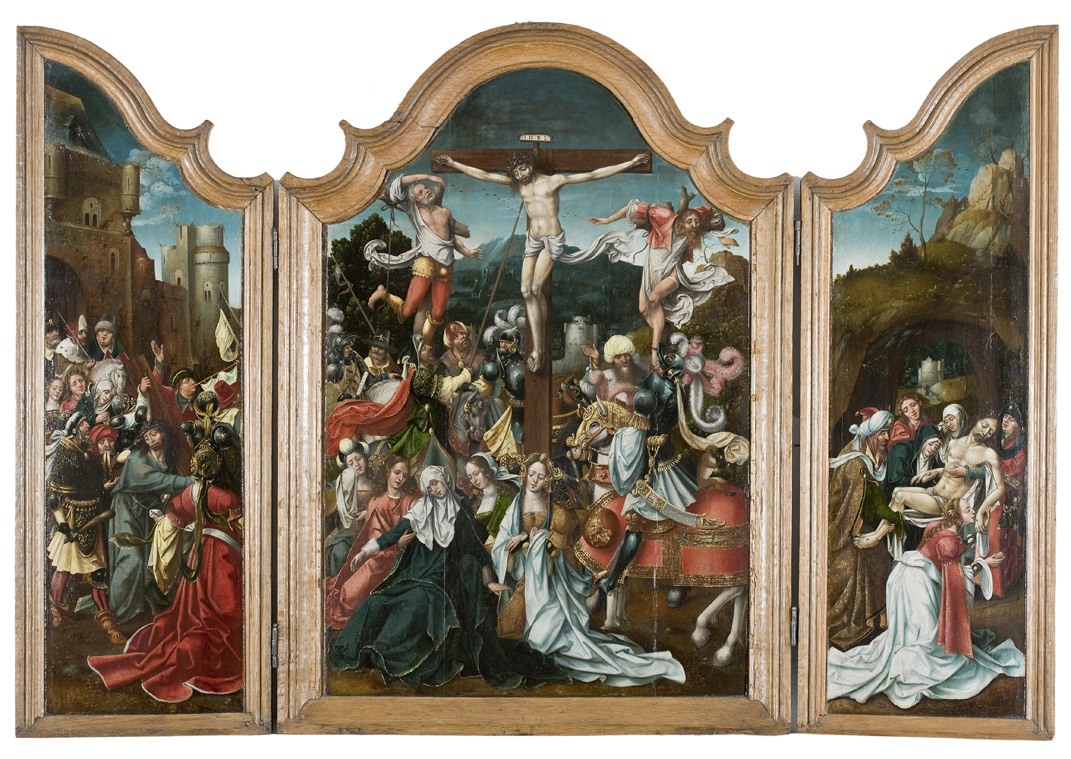
Jan van Dornicke

## 外部連結
- 聖保羅藝術博物館官方網站 （页面存档备份，存于）（葡萄牙語）

Template:聖保羅旅遊景點